# Renzidong
Die Renzidong-Stätte (chinesisch 人字洞遗址, Pinyin Rénzì dòng yízhǐ, englisch Renzi Cave site – „Renzi-Höhlen-Stätte“) ist eine 1998 entdeckte paläolithische Höhlenstätte im Kreis Fanchang der chinesischen Provinz Anhui. Sie steht seit 2006 auf der Liste der Denkmäler der Volksrepublik China (6-93).
Dort entdeckte Steinwerkzeuge werden auf ein Alter von ca. 2,25 Mio. Jahren datiert.

## Belege
1. ↑  Volker Storch: Evolutionsbiologie. Springer, 2007, ISBN 9783540682110, S. 464. eingeschränkte Vorschau in der Google-Buchsuche

Koordinaten: 31° 5′ 23″ N, 118° 5′ 46″ O